# Sportlövészet az 1906. évi nyári olimpiai játékokon
Az 1906-os pánhellén olimpián sportlövészetben 16 versenyszámban avattak olimpiai bajnokot.

## Éremtáblázat
| Az 1906. évi nyári olimpiai játékok éremtáblázata sportlövészetben | Az 1906. évi nyári olimpiai játékok éremtáblázata sportlövészetben | Az 1906. évi nyári olimpiai játékok éremtáblázata sportlövészetben | Az 1906. évi nyári olimpiai játékok éremtáblázata sportlövészetben | Az 1906. évi nyári olimpiai játékok éremtáblázata sportlövészetben | Olimpia  |
| ------------------------------------------------------------------ | ------------------------------------------------------------------ | ------------------------------------------------------------------ | ------------------------------------------------------------------ | ------------------------------------------------------------------ | -------- |
|                                                                    | Ország                                                             | Arany                                                              | Ezüst                                                              | Bronz                                                              | Összesen |
| 1.                                                                 | Svájc (SUI)                                                        | 5                                                                  | 6                                                                  | 4                                                                  | 15       |
| 2.                                                                 | Franciaország (FRA)                                                | 4                                                                  | 3                                                                  | 5                                                                  | 12       |
| 3.                                                                 | Norvégia (NOR)                                                     | 3                                                                  | 2                                                                  | 1                                                                  | 6        |
| 4.                                                                 | Görögország (GRE)                                                  | 2                                                                  | 3                                                                  | 3                                                                  | 8        |
| 5.                                                                 | Nagy-Britannia (GBR)                                               | 2                                                                  | 0                                                                  | 2                                                                  | 4        |
| 6.                                                                 | Svédország (SWE)                                                   | 0                                                                  | 1                                                                  | 1                                                                  | 2        |
| 7.                                                                 | Olaszország (ITA)                                                  | 0                                                                  | 1                                                                  | 0                                                                  | 1        |
|                                                                    |                                                                    |                                                                    |                                                                    |                                                                    |          |
| Összesen                                                           | Összesen                                                           | 16                                                                 | 16                                                                 | 16                                                                 | 48       |

## Érmesek
| Az 1906. évi nyári olimpiai játékok érmesei sportlövészetben | |       | |       | |       |
| Versenyszám                                                  | Arany | Arany | Ezüst                                                                                                   | Ezüst | Bronz                                                                                                  | Bronz |
| 25 m gyorstüzelő pisztoly                                    | Maurice Lecoq · Franciaország (FRA)                                                                         | 258   | Léon Moreaux · Franciaország (FRA)                                                                      | 249   | Arisitidis Rangavis · Görögország (GRE)                                                                | 244   |
| 50 m pisztoly                                                | Jeórjiosz Orfanídisz · Görögország (GRE)                                                                    | 221   | Jean Fouconnier · Franciaország (FRA)                                                                   | 219   | Aristidis Rangavis · Görögország (GRE)                                                                 | 218   |
| 20 m párbajpisztoly                                          | Léon Moreaux · Franciaország (FRA)                                                                          | 242   | Cesare Liverziani · Olaszország (ITA)                                                                   | 233   | Maurice Lecoq · Franciaország (FRA)                                                                    | 231   |
| 30 m párbajpisztoly                                          | Konstantinos Skarlatos · Görögország (GRE)                                                                  | 133   | Johan Hübner von Holst · Svédország (SWE)                                                               | 115   | Vilhelm Carlberg · Svédország (SWE)                                                                    | 115   |
| Szabad fegyver, 3-as összetett                               | Gudbrand Skatteboe · Norvégia (NOR)                                                                         | 973   | Konrad Stäheli · Svájc (SUI)                                                                            | 946   | Jean Reich · Svájc (SUI)                                                                               | 936   |
| Szabad fegyver, fekvő                                        | Gudbrand Skatteboe · Norvégia (NOR)                                                                         | 339   | Louis Richardet · Svájc (SUI)                                                                           | 332   | Konrad Stäheli · Svájc (SUI)                                                                           | 328   |
| Szabad fegyver, térdelő                                      | Konrad Stäheli · Svájc (SUI)                                                                                | 340   | Louis Richardet · Svájc (SUI)                                                                           | 338   | Marcel Meyer de Stadelhofen · Svájc (SUI)                                                              | 320   |
| Szabad fegyver, álló                                         | Gudbrand Skatteboe · Norvégia (NOR)                                                                         | 324   | Julius Braathe · Norvégia (NOR)                                                                         | 310   | Albert Helgerud · Norvégia (NOR)                                                                       | 305   |
| Szabad fegyver, tetszőleges fegyver                          | Marcel Meyer de Stadelhofen · Svájc (SUI)                                                                   | 243   | Konrad Stäheli · Svájc (SUI)                                                                            | 238   | Léon Moreaux · Franciaország (FRA)                                                                     | 234   |
| Tetszőleges fegyver, csapat                                  | Svájc (SUI) · Alfred Grüttler · Jean Reich · Louis Richardet · Marcel Meyer de Stadelhofer · Konrad Stäheli | 4596  | Norvégia (NOR) · Julius Braathe · Albert Helgerud · Ole Martin Holm · John Moller · Guldbrand Skatteboe | 4534  | Franciaország (FRA) · Raoul de Boigne · Maurice Faure · Jean Fouconnier · Maurice Lecoq · Léon Moreaux | 4511  |
| 25 m katonai pisztoly                                        | Louis Richardet · Svájc (SUI)                                                                               | 253   | Alexandros Theofilakis · Görögország (GRE)                                                              | 250   | Georgios Skotadis · Görögország (GRE)                                                                  | 240   |
| 25 m katonai pisztoly (1873 model)                           | Jean Fouconnier · Franciaország (FRA)                                                                       | 219   | Raoul de Boigne · Franciaország (FRA)                                                                   | 216   | Hermann Martin · Franciaország (FRA)                                                                   | 216   |
| 200 m hadipuska                                              | Léon Moreaux · Franciaország (FRA)                                                                          | 187   | Louis Richardet · Svájc (SUI)                                                                           | 187   | Jean Reich · Svájc (SUI)                                                                               | 183   |
| 300 m hadipuska                                              | Louis Richardet · Svájc (SUI)                                                                               | 238   | Jean Reich · Svájc (SUI)                                                                                | 234   | Raoul de Boigne · Franciaország (FRA)                                                                  | 232   |
| Trap                                                         | Gerald Merlin · Nagy-Britannia (GBR)                                                                        | 24    | Ioannis Peridis · Görögország (GRE)                                                                     | 23    | Sidney Merlin · Nagy-Britannia (GBR)                                                                   | 21    |
| Trap, kettős lövés                                           | Sidney Merlin · Nagy-Britannia (GBR)                                                                        | 15    | Anasztásziosz Metaxász · Görögország (GRE)                                                              | 13    | Gerald Merlin · Nagy-Britannia (GBR)                                                                   | 12    |

## Magyar részvétel
- Török Sándor gróf Párbajpisztoly 25 m 5., Trap 7., Dupla trap 9., Párbajpisztoly 30 m 12., Revolver 20 m 19., Pisztoly 25 m 20., Katonai pisztoly (1873) 26., Pisztoly 50 m 28.
- Szemere László Szabad fegyver 300 m 17., Hadi puska 200 m 20., Hadi puska 300 m 25., Katonai pisztoly (1873) 28.